# Liste des drapeaux de Suisse B
Pour les communes suisses commençant par B. Pour plus d'informations sur les conceptions, s'il vous plaît lire l'article d'une commune. 

Baden
Ballaigues
Bardonnex
Bellevue
Bennwil
Berne
Bernex
Bettens
Binningen
Birsfelden
Blauen
Blonay
Bollion
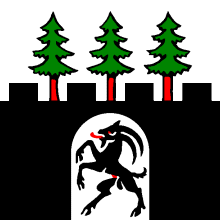
Bondo (Grisons)
Bonfol
Bourg-Saint-Pierre
Bournens